# Firtelstoet
Firtel is een evenement dat elk jaar op de 1e zondag van oktober doorgaat in de Belgische plaats Zulte. Het evenement bestaat uit een autopubliciteitskaravaan, verschillende dans- en muziekgroepen, Zultse Reuzen en praalwagens waarop korte toneelstukjes worden uitgevoerd op verschillende plaatsen langs een vooraf uitgestippeld traject.

## Geschiedenis

### Ontstaan
Het is niet geweten wanneer de firtel exact is ontstaan. Uit inlichtingen die destijds door ere-notaris Pieter-Hendrik Martens werden verstrekt weten we dat er vóór 1840 al fietelliedjes werden geschreven voor de stoet. Het fietellied werd toen gewoonlijk geschreven door de verdienstelijke rederrijkersdichter uit Wakken: Peter-Joost de Borchgraeve. De stoet had geen religieuze oorsprong.

### 1840 tot 1857
Vanaf de jaren 1840 werd er geen stoet meer georganiseerd door de felle armoede die heerste in Zulte. Het terugkeren van de stoet gebeurde maar in 1857.

### 1857 tot 1938
In 1857 werd de fietelstoet 'geherintroduceerd' door 3 Zultenaars: Clemens Verplaetse, Jan Standaert en Leo Lefever. Deze drie heren gingen op de dinsdag na de traditionele tweedaagse kermis verkleed een aantal herbergen bezoeken. Dit deden ze al zingend en springend doorheen het dorp. Aangemoedigd door de bijval gingen ze zich vertonen op het kasteel van Zulte, waar ze van baron Limnander een kan bier en een dubbele frank drinkgeld kregen.
Hoewel er dus zeker voorlopers geweest zijn, is het die editie die vandaag de dag beschouwd wordt als de definitieve start van de Firteltraditie.
Het volgende jaar werd besloten meer te doen en zo gebeurde het ook, de fietel was herboren! Onder impuls van enkele nieuwe fietelmannen werd in 1902 een 'stoet met talrijke verbeteringen' voorgesteld. De heropleving was een feit en in 1905 waren er 10 deelnemende fietelwagens. In die periode werd ook beslist de stoet op dinsdagnamiddag te laten doorgaan. Vanaf 1906 werd er ook vuurwerk afgeschoten. In het jaar 1913 ging de laatste vooroorlogse fietel door.
Na de Eerste Wereldoorlog dook de Firtelstoet opnieuw op. Vanaf nu werd het ook Firtel genoemd, om welke reden dan ook. De stoet ging nu definitief uit op dinsdagnamiddag en 's avonds volgde de fakkeltocht. Onder impuls van Nestor en Gaston Martens ging de stoet enkele succesvolle jaren tegemoet tussen beide oorlogen. In 1938 ging de firtel voor de laatste keer door voor de Tweede Wereldoorlog.

### 1945 tot heden

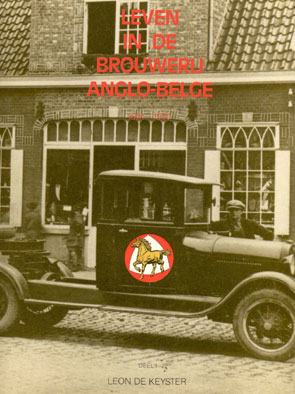
Anglo Belge - Zulte - oud boek

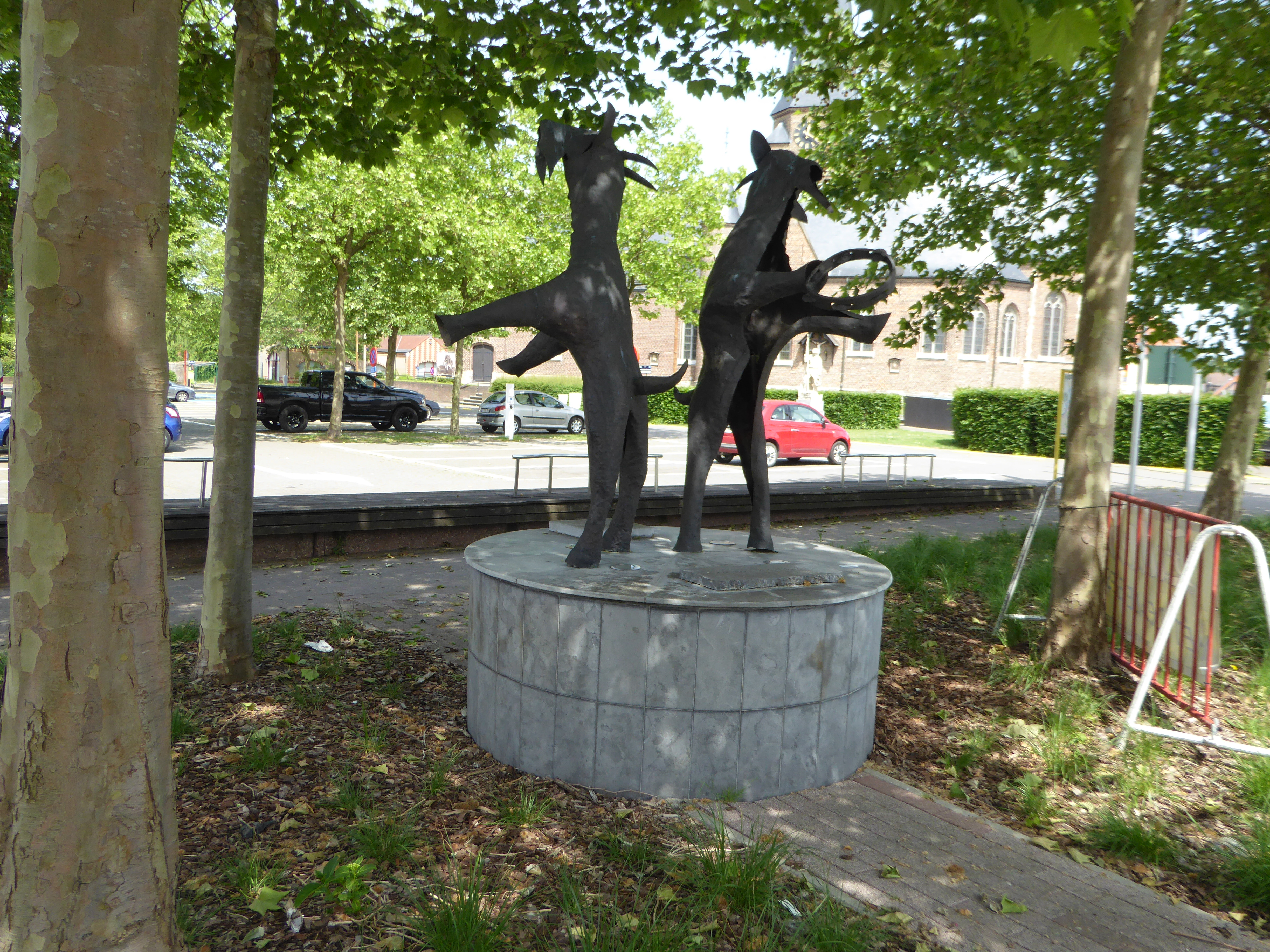
Het standbeeld van twee dansende bokken

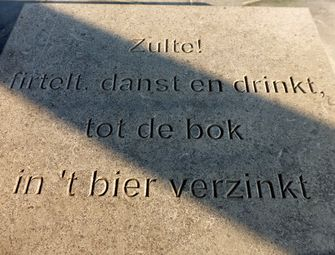
De leuze aan het standbeeld

De stoet trok zich in 1945 traag terug op gang. Het was een schuchtere start met slechts 6 praalwagens. Vanaf 1947 zat er nieuw leven in want toen melden zich liefst 8 groepen aan.
In de jaren 1950 zat de firtel in een bloeiende periode. In 1953 schreef De Gentenaar: 

dat de jongste uitgave schitterend geslaagd is. Een zee van volk, een cristalisatie van suggestieve uitbeeldingen... Het verloop getuigde van organisatiegeest en mocht terecht bogen op de algemene bewondering van duizenden toeschouwers

In 1957 werd de honderdste verjaardag van de firtel gevierd. Toen werd er speciaal een firtelbok gemaakt en is sindsdien het symbool van de stoet. Ook brouwde Anglo-Belge speciaal voor de gelegenheid een 'firtelbok'-biertje. De viering van deze firtel werd ingezet op zaterdagavond met het proces en de verbranding van de oude reuzen en de inhuldiging en huwelijk van de nieuwe. De dag erop, zondag 6 oktober, ging de stoet voor het eerst in zijn geschiedenis door op een zondag. De belangstelling was enorm want duizenden toeschouwers waren van overal naar Zulte afgezakt. De pers was eveneens talrijk aanwezig en op diezelfde avond was er een filmverslag op de Vlaamse Televisie. 16 praalwagens namen deel aan de editie, een nieuw record dat zelfs tot op de dag van vandaag niet werd gebroken. Op dinsdagavond werd de feesteditie afgesloten met de traditionele fakkeltocht.
In 1958 en 1959 probeerden ze de stoet terug op een dinsdag te laten doorgaan, maar vanaf 1960 werd definitief gekozen voor de eerste zondag van oktober. Deze wisseling van datum betekende echter ook het stille einde van de tradionele fakkeltocht die op dinsdagavond doorging. Het aantal deelnemers slonk jaar na jaar en in 1968 ging de laatste fakkeltocht uit.
Na nog enkele succesvolle firteledities kende de stoet een nieuw dieptepunt in 1970 met slechts vier deelnemende praalwagens. De stoet werd stilaan uitgebreid met showkorpsen en dansgroepen uit Zulte en omstreken.
In de jaren 1970 werd werk gemaakt van een heropleving van de firtel. Talrijke nieuwe initiatieven werden er in en rond de stoet georganiseerd, sommige succesvol, andere een kort leven beschoren:
- In 1969 werd de eerste Miss Firtel verkozen. Deze verkiezing kende jaar op jaar veel succes (tot 1200 aanwezigen op de verkiezingsavond), maar na de editie van 1977 gaf het Miss Firtel comité er de brui aan. In 1987 en 1988 werd nog een herstart genomen maar de formule bleek te veel aan succes te hebben verloren.
- In 1973 startte de traditie van de firtelbals maar deze waren van korte duur.
- In 1974 werd de eerste bokkeworp georganiseerd en deze bestaat nog tot op de dag van vandaag.

De firtelstoet zelf kende van 1979 tot 1981 een heropleving met meer dan 10 deelnemende praalwagens. De opleving was echter weer van korte duur want in 1985 titelde het Nieuwsblad firtel in krisis.
De firtel krabbelde met enkele kleine heroplevingen door tot het jaar 1997, wat tot nu toe het dieptepunt is van alle firtels met slechts drie praalwagens. Vanaf 2003 is het aantal deelnemers weer positief toegenomen met meer dan tien firtelwagens in het jaar 2005 en 2006.
Ook de magische 150e verjaardag in 2007 werd er één om nooit te vergeten. De week voor de firtel werd een standbeeld van twee dansende firtelbokken onthuld op het kerkplein van Zulte. Dit beeld werd geschonken door de Vriendenkring van Zulte en werd ontworpen door de bezieler van de Gentse Feesten Walter de Buck. Tijdens dit jaar werden talrijke activiteiten op touw gezet om de 150e jaargang te vieren:
- Een firtelwandeling
- Lezingen
- Tentoonstellingen
- De uitgave van een boek over de 150 jaar firtel.

Het aantal wagens blijft stabiel op een 9-tal en de publiciteitskaravaan die sinds een aantal jaren de stoet vooraf gaat trekt ieder jaar meer en meer deelnemers.

## Deelnemers
De firtelstoet bestaat uit tientallen deelnemers en groepen.

### Autopubliciteitskaravaan
De stoet begint met een autopubliciteitskaravaan, deze bestaat uit wagens en vrachtwagens van de lokale handelaars en bedrijven die de firtelstoet steunen. Tijdens het traject gooien de deelnemers verschillende snoep en gadgets naar de menigte. Veel voorkomende gadgets zijn:
- Petten
- Pennen
- Ballonnen
- Notitieboekjes
- Kortingsbonnen

### Praalgedeelte

#### Lokale muziekgroepen
Het praalgedeelte wordt gestart door de lokale muziekgroepen van Zulte, Olsene en Machelen:
- Zultse Jeugdige Harmonie
- Olsene Harmonie
- Fanfare De Leiezonen

#### Den Zultsen Bok
Daarna volgt Den Zultsen Bok. Een van rogge gemaakt lichaam met een van papier mache gemaakt hoofd voortgetrokken door een wagen met aanhangwagen.

#### Reuzen familie
Gevolgd door onze reuzen familie met als familieleden:
- Pomperwat
- Rollebolle
- Reuzeke Guy

#### Dans- en muziekgroepen
Ten slotte nemen er verschillende dans- en muziekgroepen deel, die elk hun eigen optreden uitvoeren op verschillende plaatsen. Om diversiteit aan de stoet te geven nemen er elk jaar andere groepen deel aan de firtelstoet. Na drie jaar kan een eerder deelgenomen groep terug deelnemen aan de stoet.

### Firtelgroepen
Elk jaar doen er 9 à 10 groepen mee die een kort toneelstuk opvoeren over de gebeurtenissen van het afgelopen jaar, dit gaat van lokale politieke affaires tot grote wereldproblemen. Deze gebeurtenissen worden op een amusante en anarchistische manier gepresenteerd. Dit gedeelte bestaat uit lokale jeugdbewegingen en wijkverenigingen:
- De Tjolders
- Jeugdhuis Knipperlicht
- Chiro Kanjo Zulte
- KSA Zulte
- 't Kapittel
- Rossbraüvlechtjes
- Rossbraüknechten
- Waalkarvrienden
- vzw Open Jeugdwerk ZOM
- Kapelhoek